# Березовка (Чернушинский район)
Березовка — деревня в Чернушинском районе Пермского края. Входит в состав Калиновского сельского поселения.
Находится примерно в 20 км к северо-востоку от центра города Чернушки.

## Население
В 2005 году численность населения составляла 59 человек.
По результатам переписи 2010 года численность населения составила 26 человек, в том числе 13 мужчин и 13 женщин.